# Zofia Kruszyńska-Gust

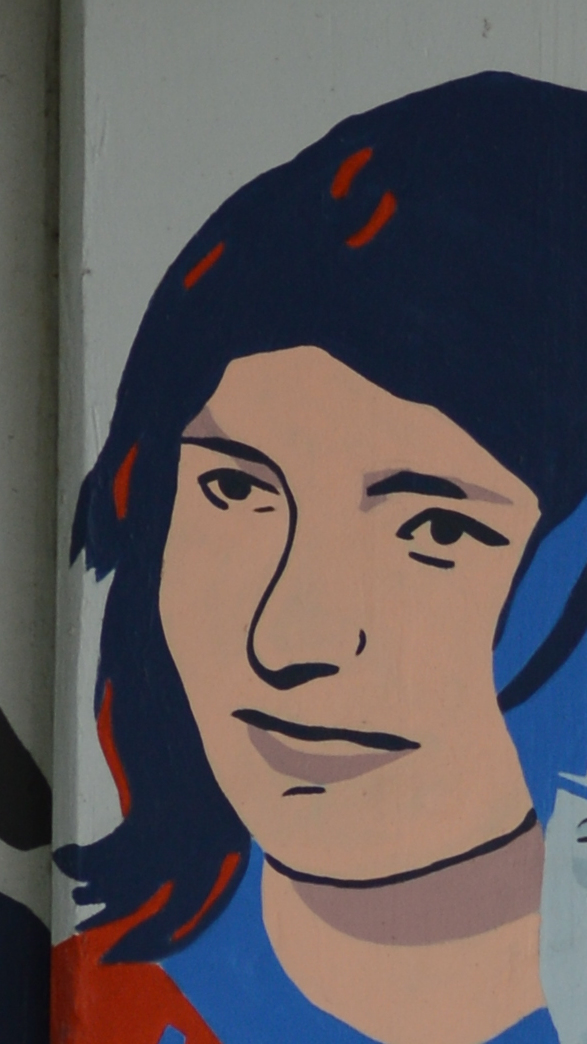
Wizerunek Zofii Kruszyńskiej-Gust na muralu „Kobiety Wolności” w Gdańsku

Zofia Kruszyńska-Gust (ur. 10 maja 1952 w Gdańsku) – polska nauczycielka i urzędniczka, związana z opozycją od końca lat 70. XX wieku, współpracowniczka Komitetu Obrony Robotników. Od 2006 do 2010 pracownica Kancelarii Prezydenta RP Lecha Kaczyńskiego.

## Życiorys
W 1975 ukończyła filologię polską na Uniwersytecie Gdańskim. Po studiach stażystka i pracownica Wydziału Koła Gospodyń Wiejskich Wojewódzkiego Związku Kółek Rolniczych w Gdańsku, a w latach 1979–1980 nauczycielka w szkole podstawowej w Gdańsku. 
W końcu lat 70. XX wieku związała się z opozycją, została współpracowniczką Komitetu Obrony Robotników. Uczestniczyła w protestach, kolportowaniu niezależnych wydawnictw, w 1979 współzałożycielka i sygnatariuszka deklaracji ideowej Ruchu Młodej Polski. Była uczestniczką Ruchu Obrony Praw Człowieka i Obywatela (ROPCiO). W sierpniu 1980 uczestniczyła w strajku w Stoczni Gdańskiej im. Lenina i Porcie Gdańskim. W latach 80. była pracownicą Komisji Krajowej NSZZ „Solidarność”, na przełomie lat 80. i 90. XX wieku także sekretarką Lecha Wałęsy.
W kolejnych latach ponownie wróciła do zawodu nauczycielki i pracowała w zawodzie do 2003. Później została inspektorką w Urzędzie Miasta Gdańska i zaangażowała się ponownie w działalność polityczną. Była dyrektorką biura europosłanki Anny Fotygi (2005–2006), a w 2006 została pracownicą Kancelarii Prezydenta RP Lecha Kaczyńskiego, pełniąc funkcję m.in. Zastępcy Szefa Gabinetu Prezydenta RP. W 2011 przeszła na emeryturę. W 2011 została członkinią Ruchu Społecznego im. Lecha Kaczyńskiego.
10 kwietnia 2010 jako jedyna nie stawiła się do odprawy na lotnisku Okęcie na lot samolotem rządowym, którym delegacja Polski miała udać się na obchody związane z 70. rocznicą zbrodni katyńskiej, a który rozbił się przy podchodzeniu do lądowania na lotnisku Smoleńsk-Siewiernyj w Smoleńsku.
Jej mężem był Ireneusz Gust.

## Odznaczenia, nagrody, upamiętnienia
Za zasługi otrzymała w 2001 odznakę Zasłużony Działacz Kultury, a w 2005 prezydent Gdańska wyróżnił ją pamiątkowym medalem z okazji 25-lecia podpisania porozumień sierpniowych jako jedną ze 130 osób związanych z działalnością opozycyjną w latach 70. i 80. XX w. 11 maja 2018 została odznaczona Krzyżem Wolności i Solidarności, a 20 września 2018 Krzyżem Oficerskim Orderu Odrodzenia Polski.
Zofia Kruszyńska-Gust była jedną z osób, których wizerunek znalazł się w 2019 na muralu „Kobiety Wolności” na stacji PKM Strzyża w Gdańsku.